# Chiesa dei Santi Gervasio e Protasio (Cologne, Italia)
La chiesa dei Santi Gervasio e Protasio è la parrocchiale di Cologne, in provincia e diocesi di Brescia; fa parte della zona pastorale della Franciacorta.

## Storia
La prima citazione dell'originaria cappella di Cologne risale al 1119; una seconda menzione è datata 1144.
Nel XVI secolo venne edificata una chiesa a tre navate di maggiori dimensioni; due secoli dopo si decise di demolirla per fare sorgere una nuova, ma s'originò una disputa tra i signorotti Maggi e Soardi riguardo a dove realizzarla.
Alla fine si deliberò di costruirla dove sorgeva la parrocchiale precedente e, così, nel 1791 poterono finalmente iniziare i lavori; l'edificio venne terminato nel 1814 e il 10 ottobre di quello stesso anno fu impartita la consacrazione.
La facciata venne intonacata tra il 1828 e il 1829 e il 22 aprile 1837 il vescovo Domenico Carlo Ferrari riconsacrò la chiesa; nel 1863 si provvide a consolidare la base del campanile, il quale venne poi sopraelevato nel 1852.
Nella seconda metà degli anni sessanta si procedette alla realizzazione del nuovo altare postconciliare rivolto verso l'assemblea, mentre nel 2007 la parrocchiale fu interessata da un restauro.

## Descrizione

### Facciata
La simmetrica facciata a capanna della chiesa, rivolta a sudovest, è tripartita da quattro semicolonne corinzie, sorreggenti il timpano triangolare dentellato, e presenta centralmente il portale d'ingresso, sormontato da una mensola, e sopra un finestrone rettangolare.
Vicino alla parrocchiale sorge il campanile a base quadrata, la cui cella presenta su ogni lato una monofora affiancata da lesene ed è coronata da balaustre.

### Interno
L'interno dell'edificio si compone di un'unica navata, le cui pareti sono scandite da paraste corinzie sorreggenti il cornicione modanato sopra cui si imposta la volta; al termine dell'aula si sviluppa il presbiterio, rialzato di alcuni gradini, caratterizzato dalle cantorie e dalla parete di fondo, sulla quale è collocata la soasa dell'altare maggiore.